# チャンス (森川美穂の曲)
「チャンス」は、1989年4月19日にバップから発売された森川美穂の通算11枚目のシングル。

## 概要
- 森川の平成改元後初、VAP時代最後のシングル。
- 「チャンス」はミノルタカメラ「マックズーム90」CMソング。森川の作詞はシングルA面では初となる。
- ジャケット裏面には同年5月4日開催の汐留PITでのライブ[1]、同年5月21日発売の2ndビデオ『Mが来た。』の発売告知が掲載。

## 収録曲
（作詞：森川美穂）
1. チャンス [4:03]
作曲：小森田実／編曲：山本健司
  - ミノルタ「マックズーム90」CMソング
2. HIGAMI [3:47]
作曲・編曲：村上啓介